# مسرح أبولو
مسرح أبولو هي من مسارح الوست اند، تقع على الـ شافتسبري افنيو بلندن.
تم افتتاح المسرح في عام 1901 م. في اواخر سنة 2013 م، انهار قسم من سقف المسرح خلال إحدى العروض، مما أدي إلى إصابة العشرات.
من المسرحيات التي عرضت خلال السنين الأخيرة مسرحية The Curious Incident of the Dog in the Night «حادثة الكلب الغريبة في الليل».